# Scott Matthews
Scott Matthews (Wolverhampton, 15 gennaio 1976) è un cantautore britannico.

## Biografia
L'album di debutto Passing Stranger è uscito il 13 marzo 2006 per la San Remo Records, per poi essere ripubblicato dalla Island Records nel corso dello stesso anno. Ad aprile si è esibito su BBC Radio 2 e BBC 6 Music. A seguito di ciò ha effettuato un tour nel Regno Unito con alcune esibizioni insieme ai Foo Fighters e Skin and Bones.
Il suo primo singolo Elusive che è stato pubblicato e trasmesso in radio a settembre, per poi a maggio vincere Ivor Novello Award come "Miglior canzone dal punto di vista musicale e dei testi".
Il secondo album, Elsewhere, è stato pubblicato dalla Island Records nel 2009. A ciò ha fatto seguito il terzo disco, What the Night Delivers, prodotto da Jon Cotton e uscito nel 2011.

## Discografia

### Da solista
- 2006 – Passing Stranger
- 2009 – Elsewhere
- 2010 – Live in London
- 2011 – What The Night Delivers
- 2014 – Home (Part 1)
- 2016 – Home Part 2
- 2019 – The Great Untold
- 2020 – New Skin